# Аминьевская (станция метро)
«Ами́ньевская» —  станция Московского метрополитена на юго-западном участке Большой кольцевой линии. Расположена в районе Очаково-Матвеевское (ЗАО). Названа по одноимённому шоссе. Открыта 7 декабря 2021 года в составе участка «Мнёвники» — «Каховская». Станция мелкого заложения с одной островной платформой.

## Расположение и вестибюли
Станция расположена на юго-западном участке Большой кольцевой линии между станциями «Давыдково» и «Мичуринский проспект». Она построена на месте строительного рынка «Феникс», на пересечении Аминьевского и Очаковского шоссе, вблизи путей Киевского направления МЖД. Среди всех станций БКЛ является наиболее близко расположенной к МКАД.
Станция оборудована двумя подземными вестибюлями и выходами через подземный пешеходный переход на обе стороны Аминьевского шоссе к остановкам общественного транспорта и жилым районам. На момент открытия станции подземный переход на нечётную сторону шоссе не достроен. 20 мая 2023 года выход №5 и №6 открыт.
На базе станции организован транспортно-пересадочный узел «Аминьевское шоссе», в состав которого входит новая железнодорожная платформа Киевского направления МЖД Аминьевская, а в будущем войдёт автостанция с остановками городского и междугороднего транспорта и коммерческая часть — многофункциональный комплекс площадью 30 000 м² с подземной парковкой. Вокруг ТПУ планируется разбить сквер.

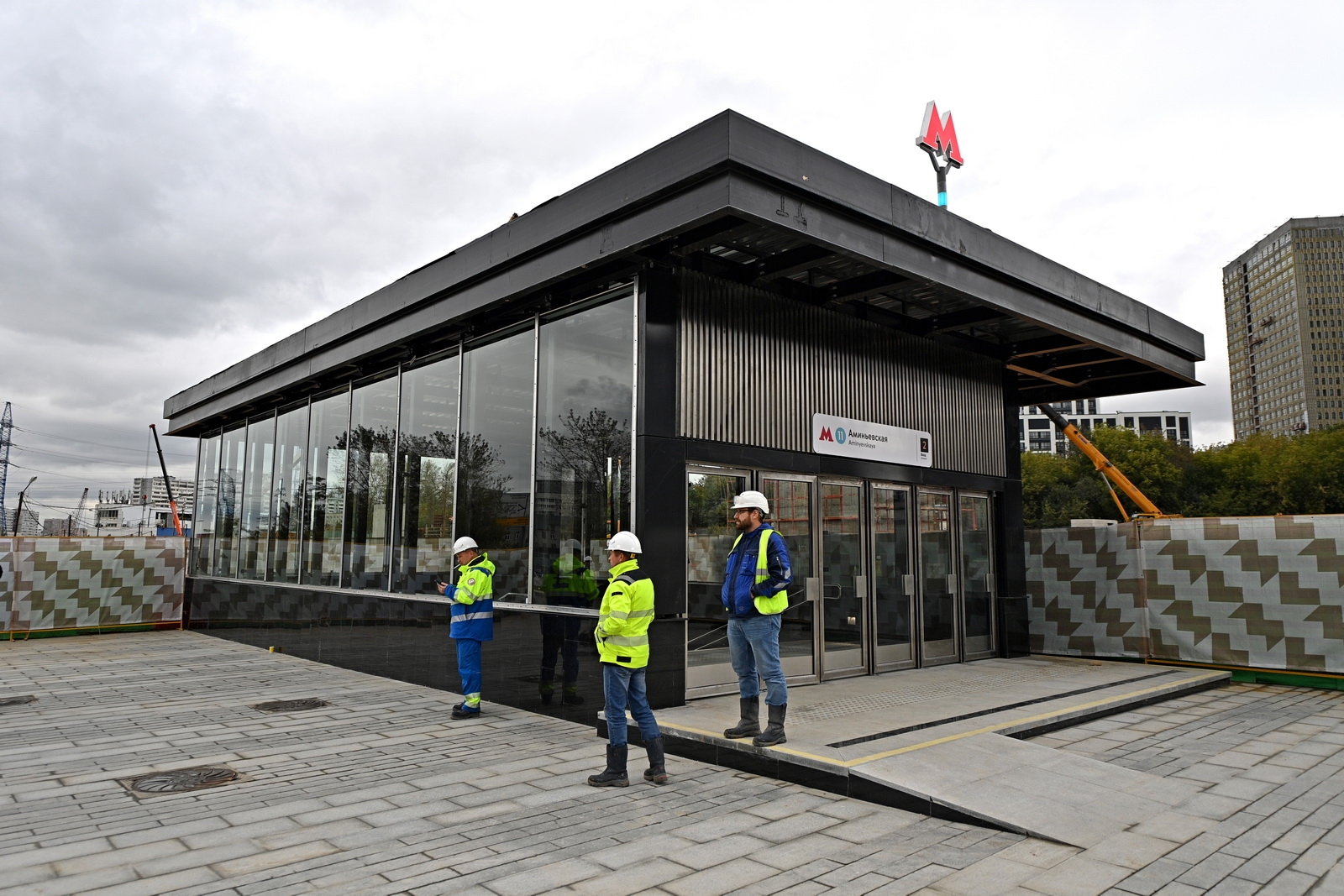
Один из наземных вестибюлей станции

## Строительство
- 23 июня 2017 года — китайская компания China Railway Construction Corporation Limited (CRCC), являющаяся подрядчиком для строительства этого участка Большой кольцевой линии[6], начала строительные работы[7]. Генеральным проектировщиком по строительству выступает АО «Мосинжпроект»[источник не указан 1539 дней].
- 19 сентября 2017 года — в Россию доставлены три ТПМК из Китая для проходки тоннелей на участке «Аминьевская» — «Проспект Вернадского». Стало известно, что все строительно-монтажные работы планируют завершить до конца 2019 года[8].
- 28 апреля 2018 года — стало известно о том, что специалисты из Китая планируют начать проходку тоннелей от станции уже в мае[9].
- 8 июня 2018 года — начался монтаж ТПМК на стройплощадке станции[10].
- 16 августа 2018 года — началась проходка тоннеля от станции «Аминьевская» до станции «Мичуринский Проспект». Длина перегона составляет почти 1,5 километра[11].
- 25 января 2019 года — началась проходка левого перегонного тоннеля от станции «Аминьевская» в сторону станции «Давыдково». Длина перегонного тоннеля превысит 350 метров, после чего щит построит правый перегонный тоннель и оборотный тупик за станцией[12].
- В апреле 2021 года — полностью раскрыт котлован ЦЗ станции, ведутся раскопки соединительных вестибюлей. На поверхности закончившие проходку щиты были разобраны, на их месте бетонируется камера съездов[13].
- 12 мая 2021 года — начались работы по благоустройству территории вокруг станции[14].
- Июнь, июль и август 2021 года: ведётся отделка станции[источник не указан 1093 дня]
- 16 сентября 2021 года — мэр Москвы Сергей Собянин провёл технический пуск участка «Давыдково» — «Проспект Вернадского»[15].
- 22 ноября 2021 года — станцию подключили к электросети[16].
- 7 декабря 2021 года — открытие станции в составе участка «Мнёвники» — «Каховская».

Станция в процессе строительства
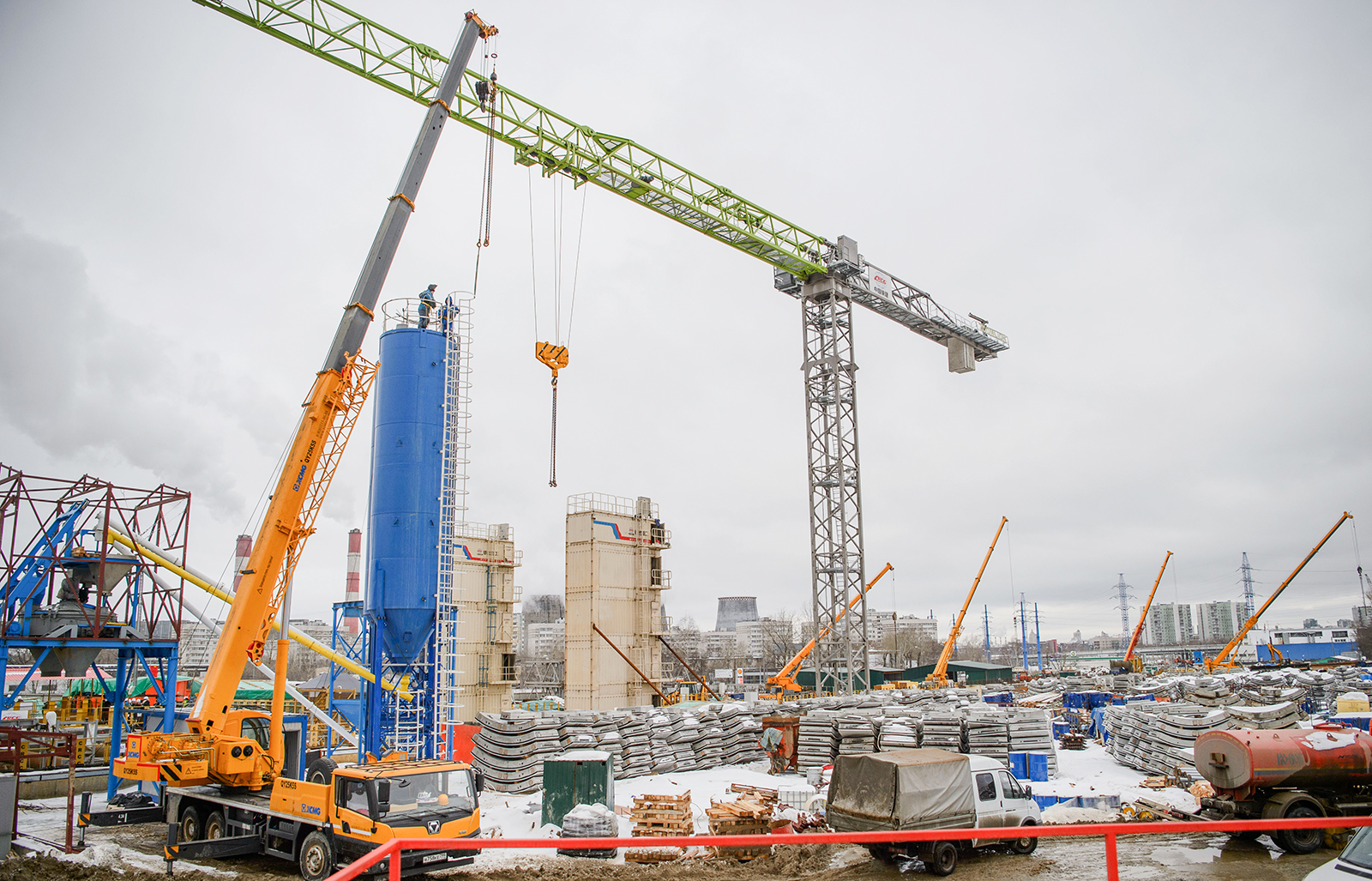
Строительство станции в феврале 2019 года
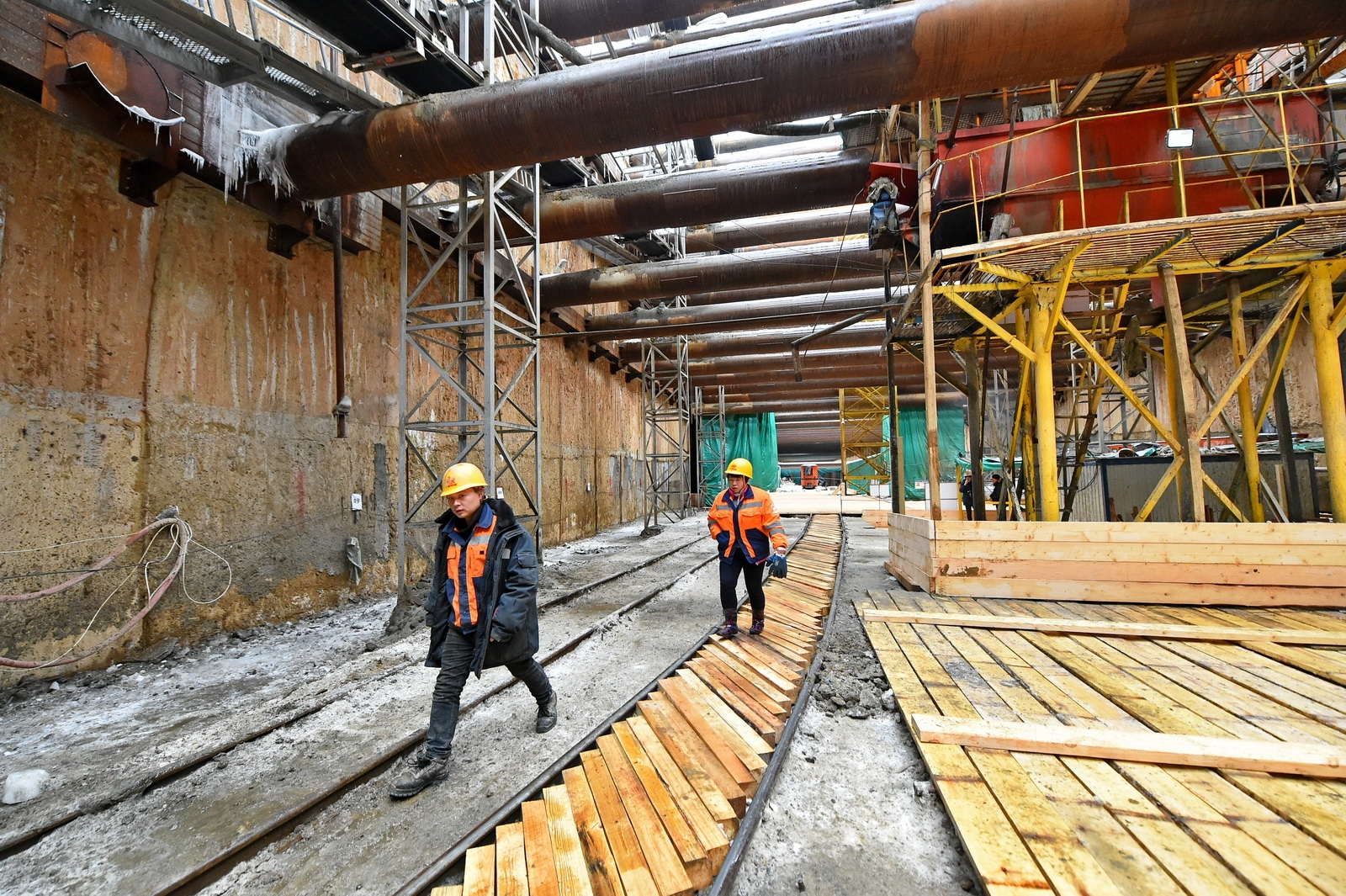
Будущий зал станции в феврале 2019 года

## Путевое развитие
За станцией расположен однопутный оборотный тупик и съезды к электродепо «Аминьевское».

## Наземный общественный транспорт
На этой станции можно пересесть на следующие маршруты городского пассажирского транспорта:
- Автобусы: 11, с17, 103, 205, 219, 274, 295, 299, 325, 329, 641, 688, 807

## Галерея

Турникеты и эскалаторы
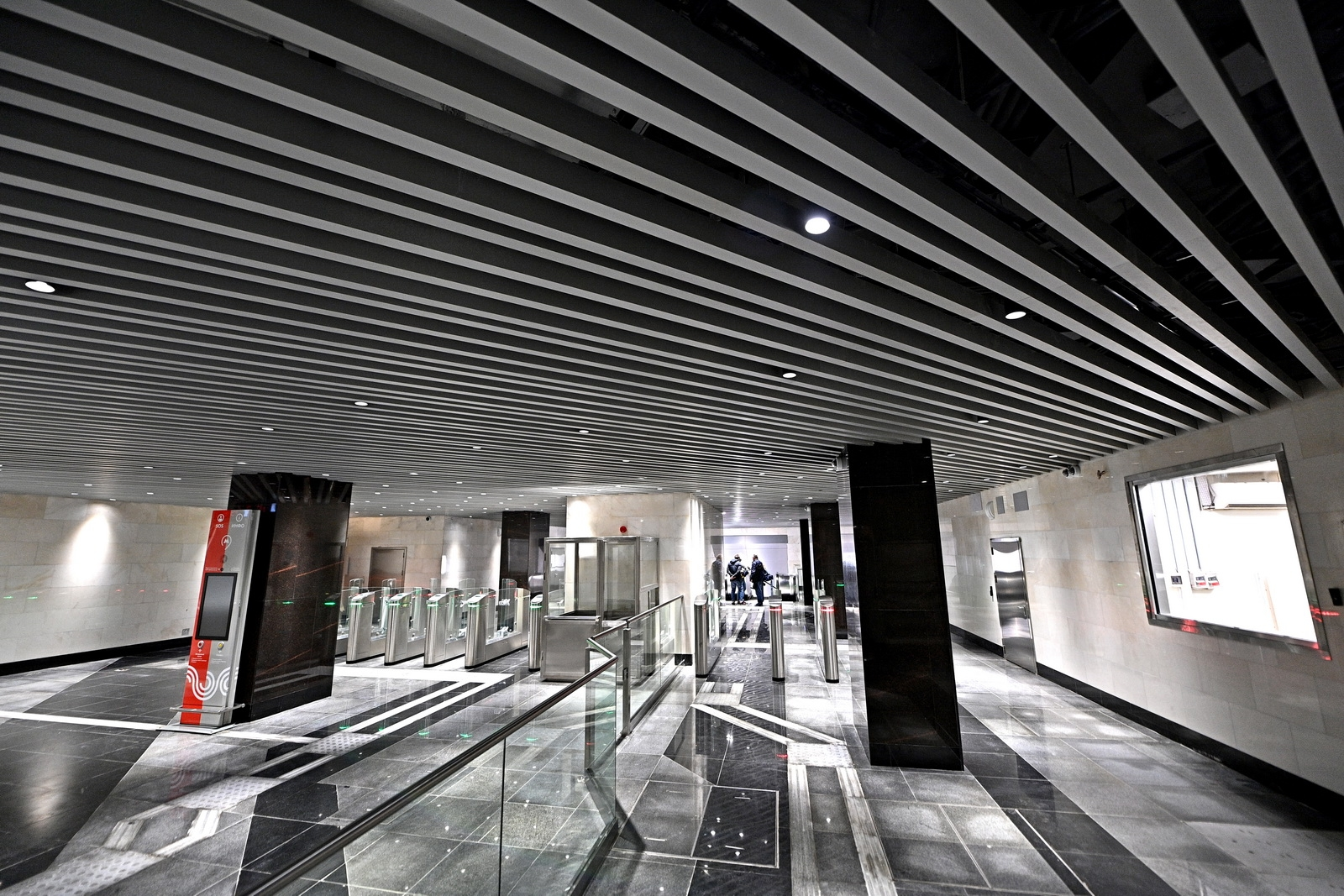
Турникетно-кассовый зал
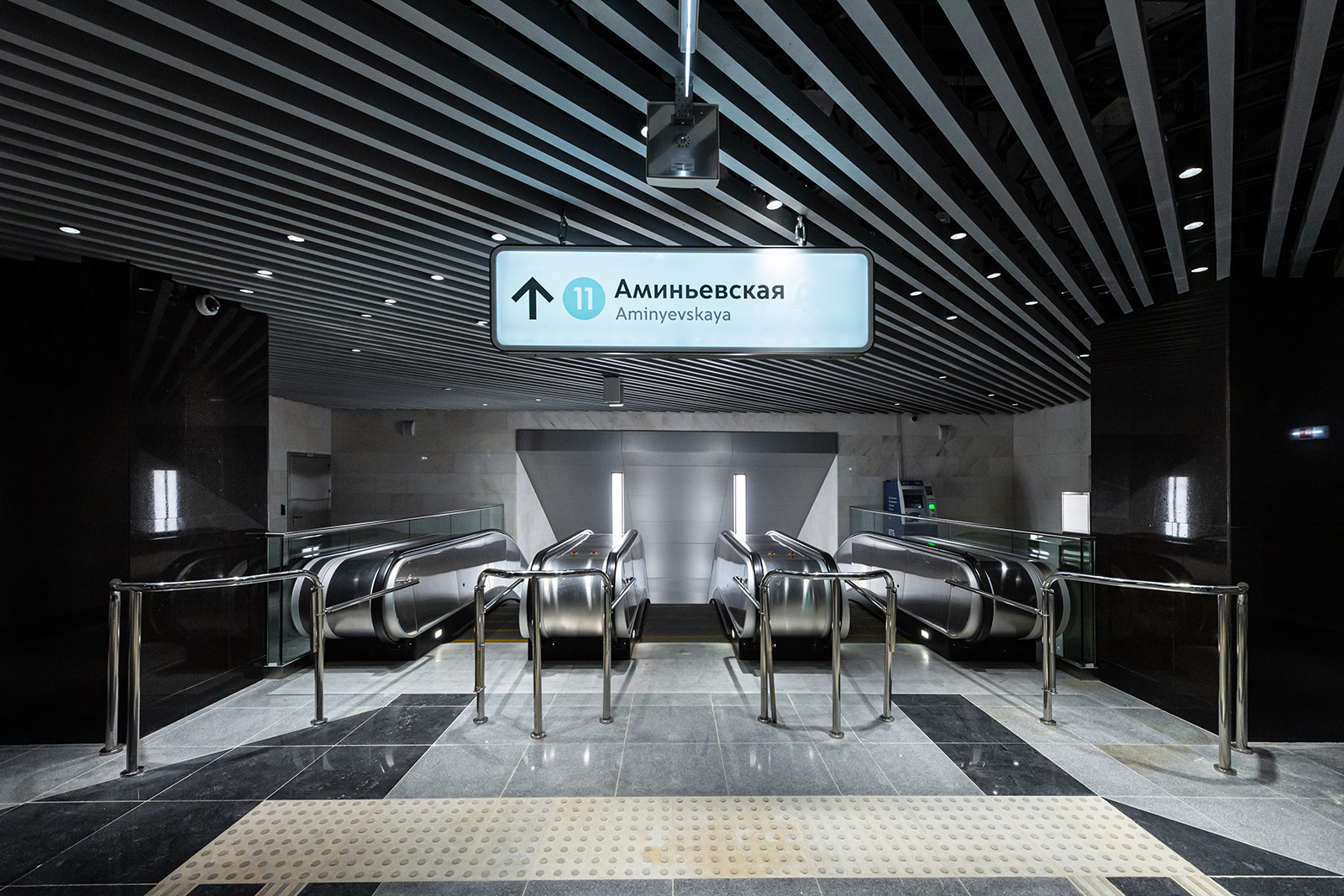
Проход к эскалаторам сверху из турникетно-кассового зала
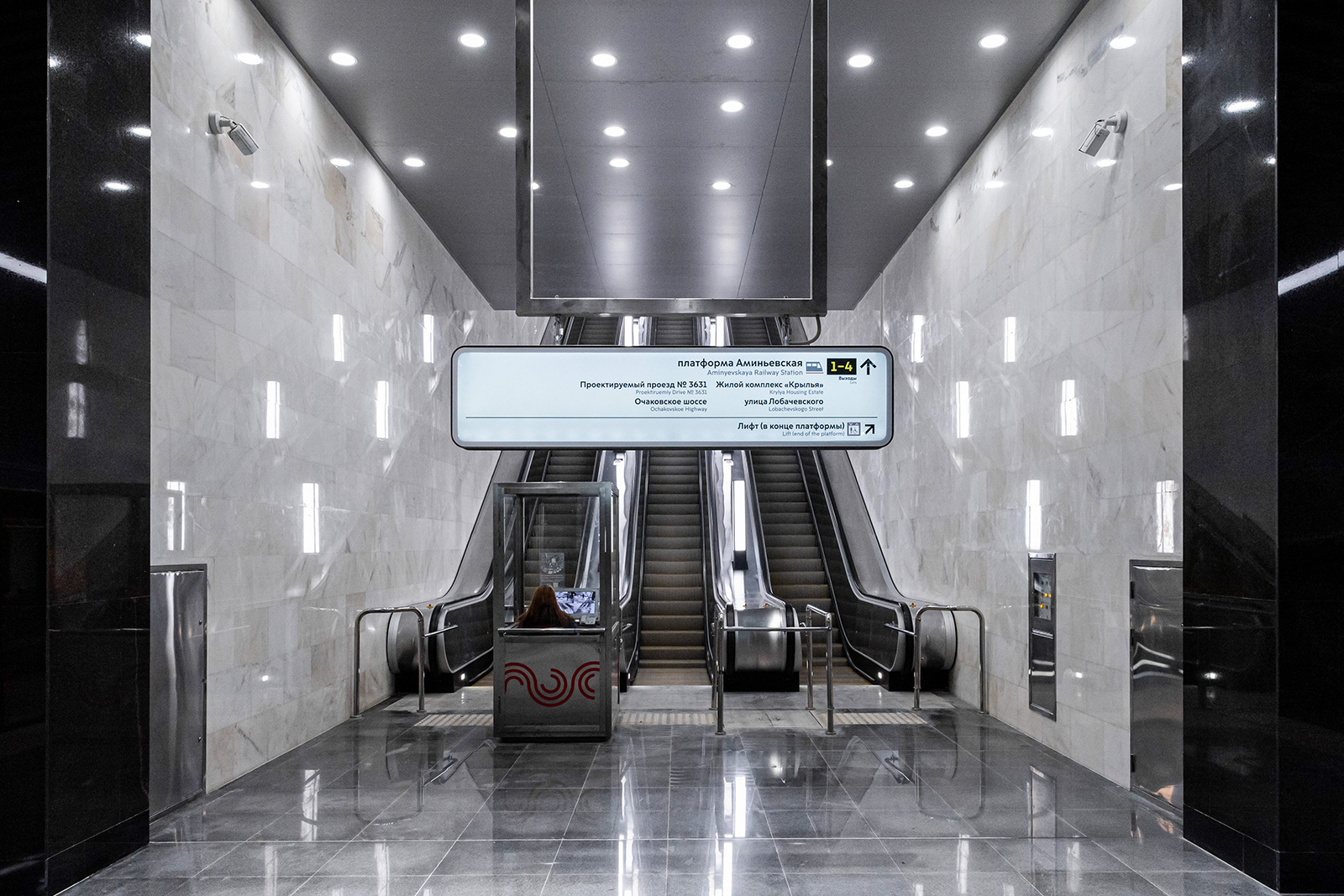
Проход к эскалаторам снизу из станционного зала

Станционный путевой зал
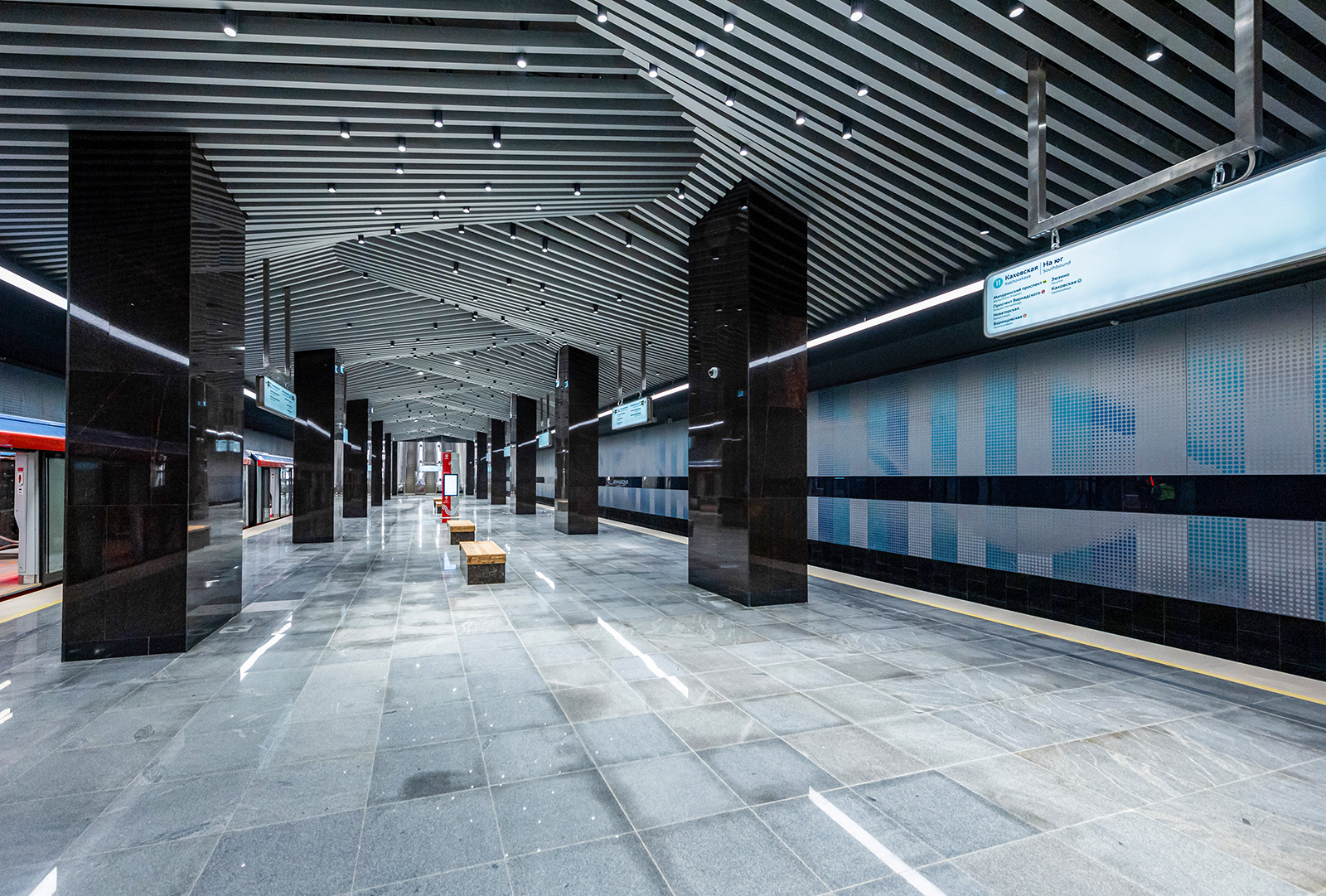
Общий вид станционного зала
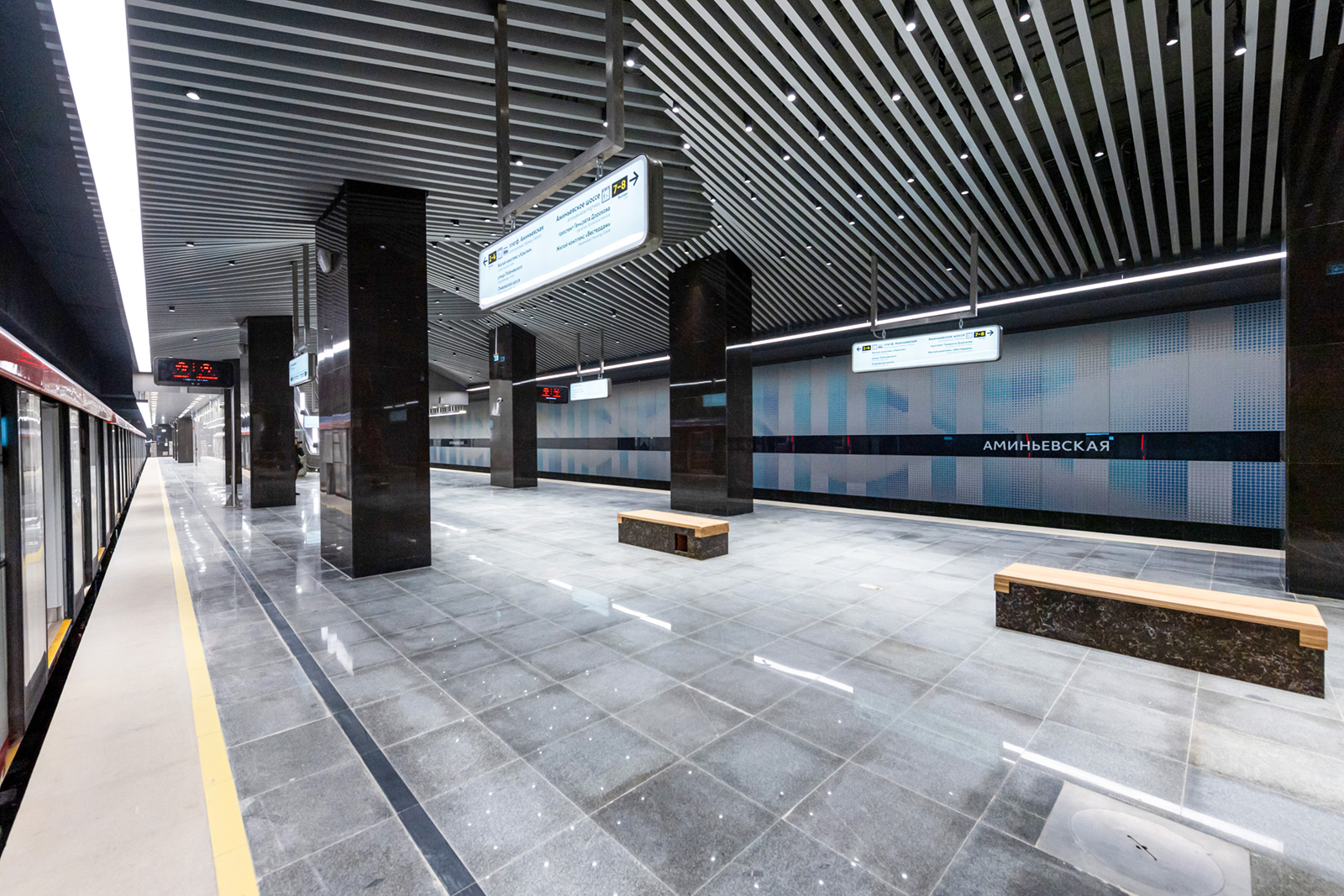
Станционный зал, вид под углом
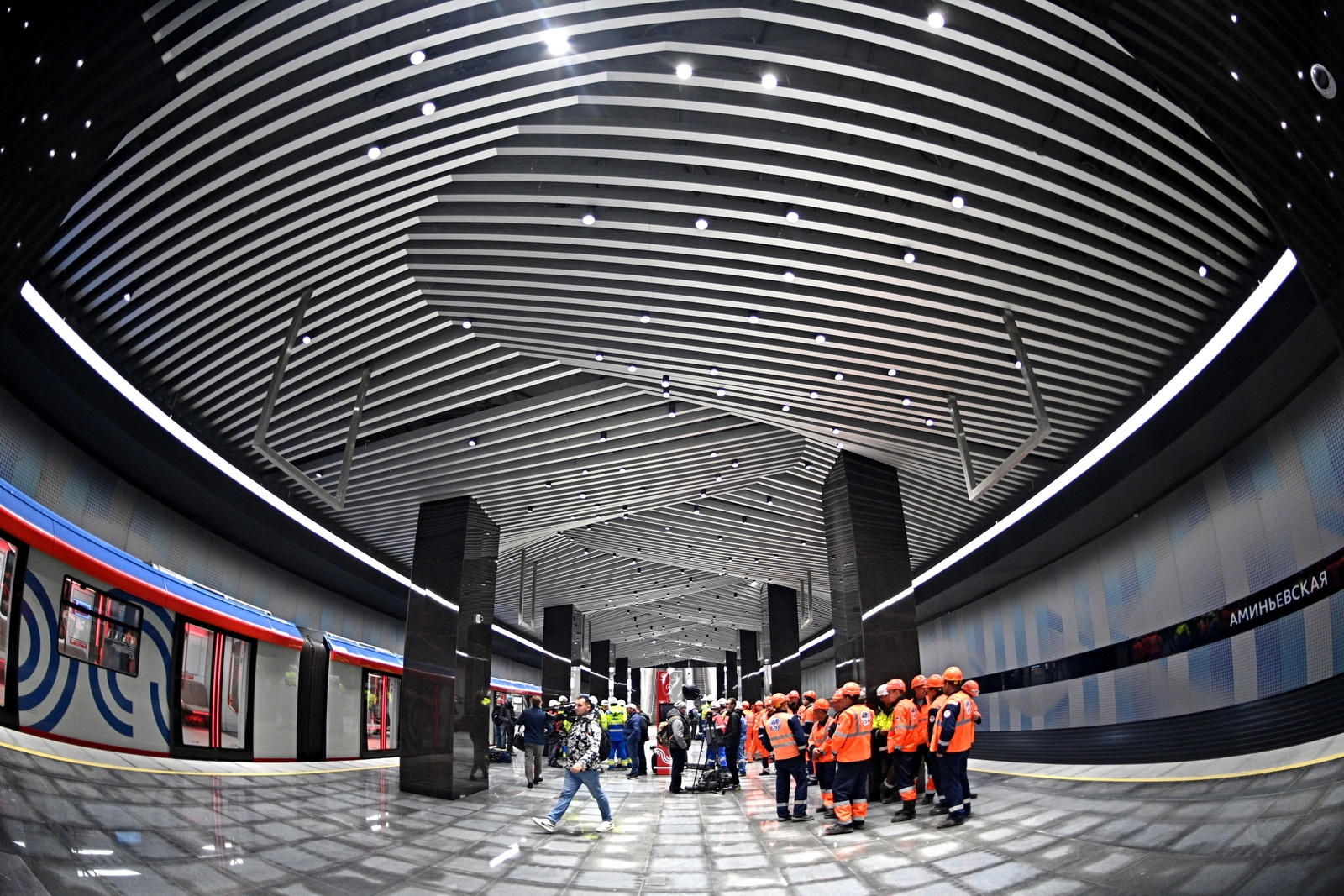
Станционный зал, вид на потолок за 3 месяца до открытия (не смонтированы указатели)
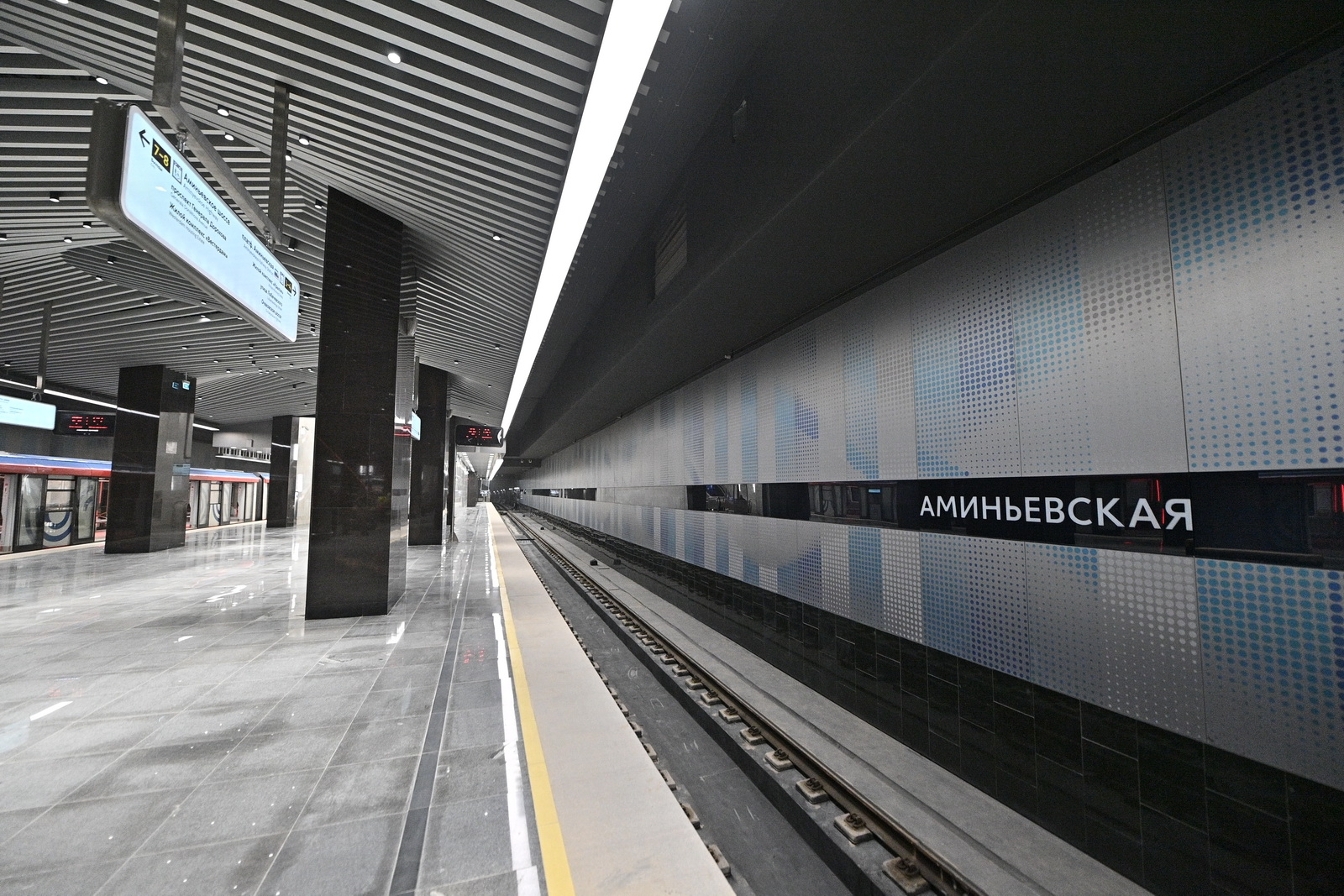
Платформа и путевая стена с названием станции
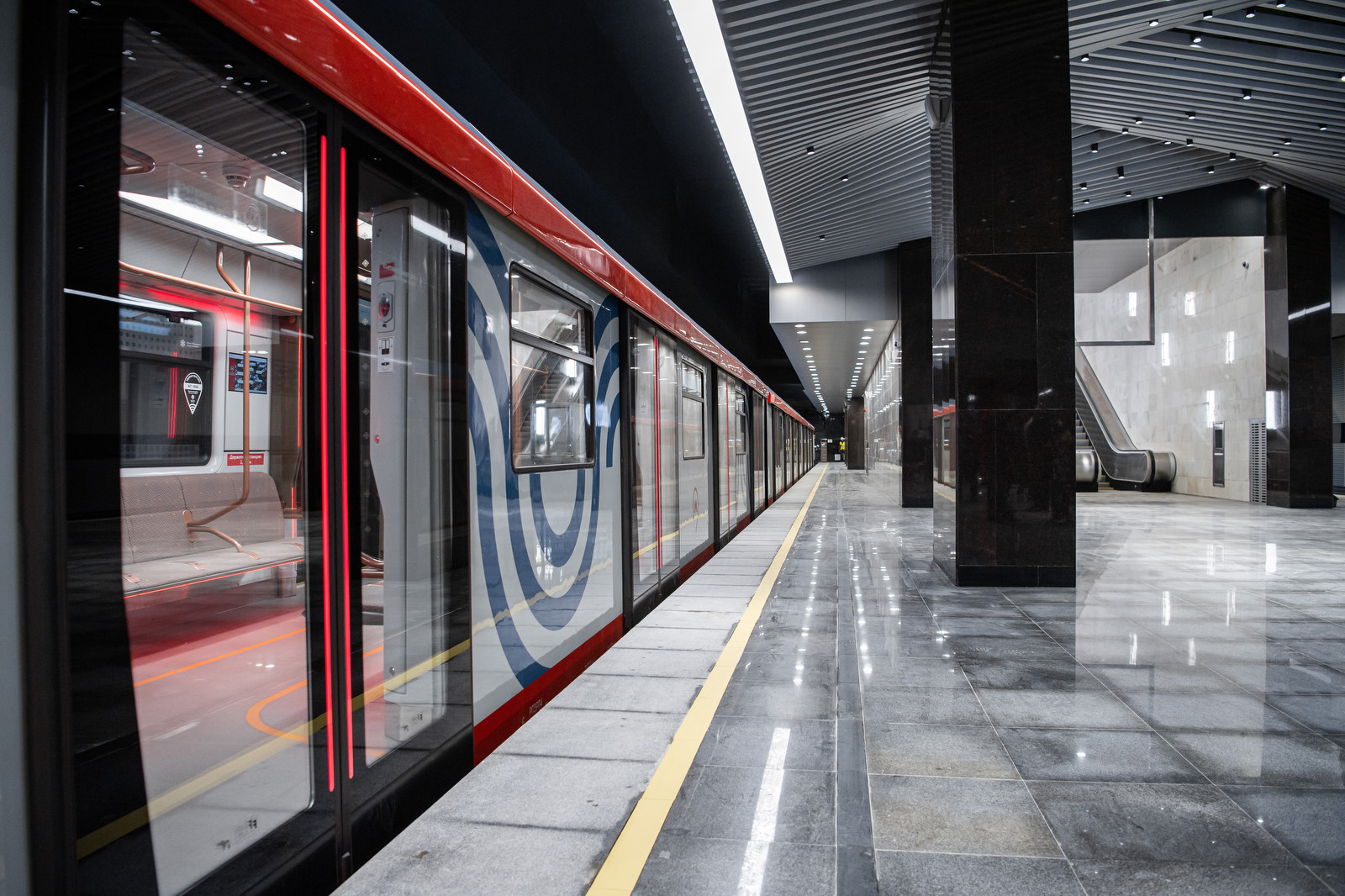
Электропоезд 81-775/776/777 «Москва-2020» на станции и выход к эскалаторам
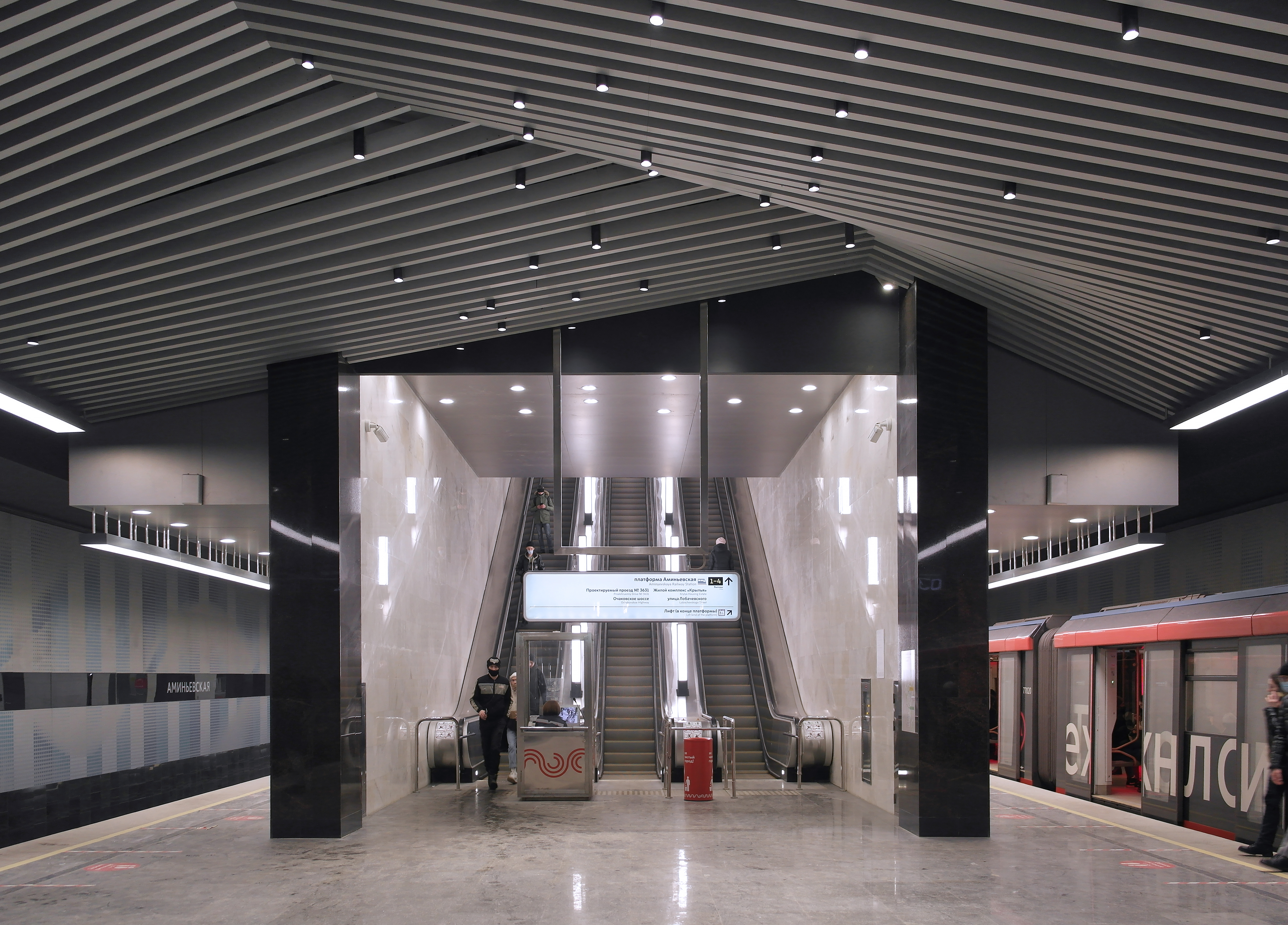
Выход с платформы к эскалаторам

Детали
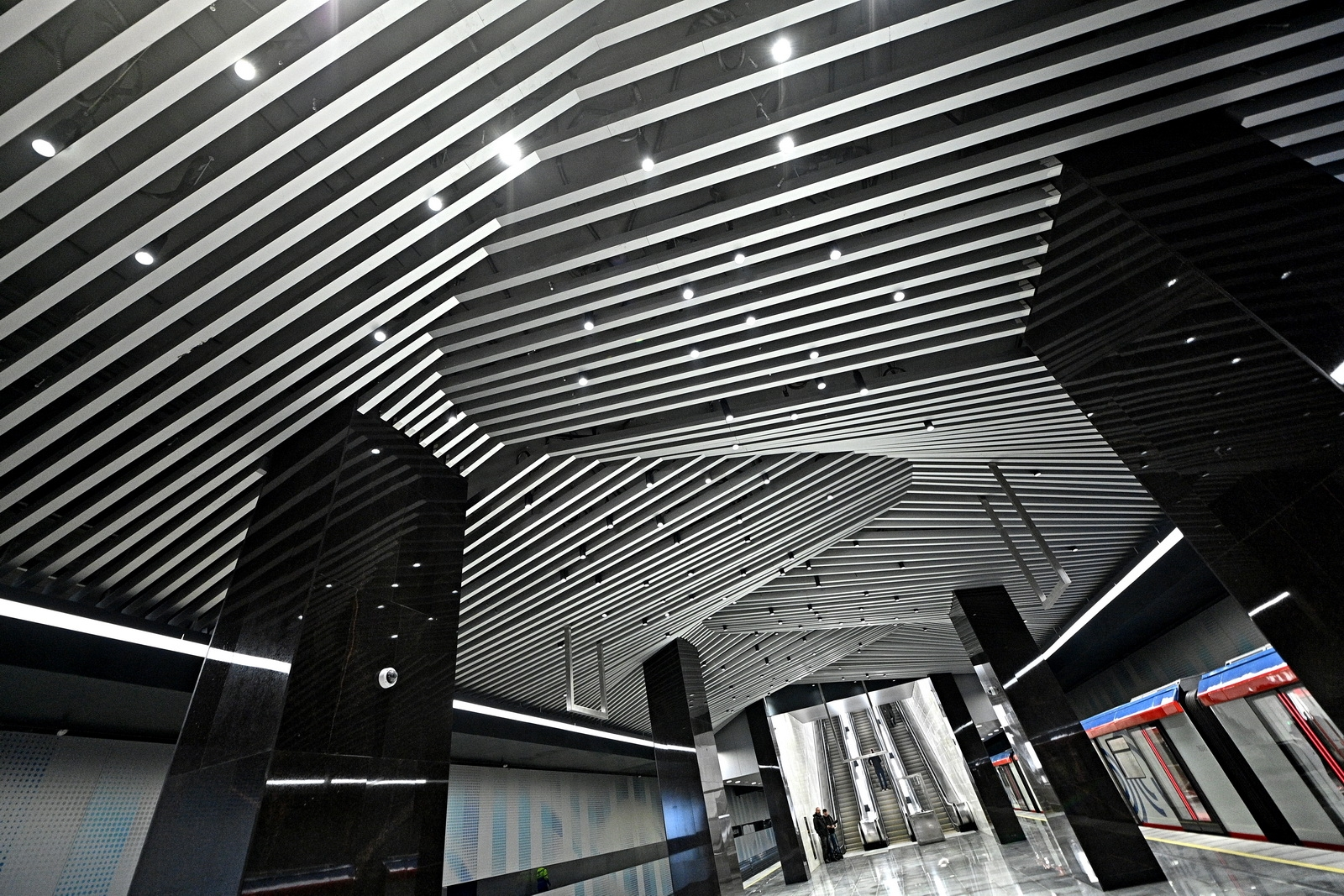
Потолок станции
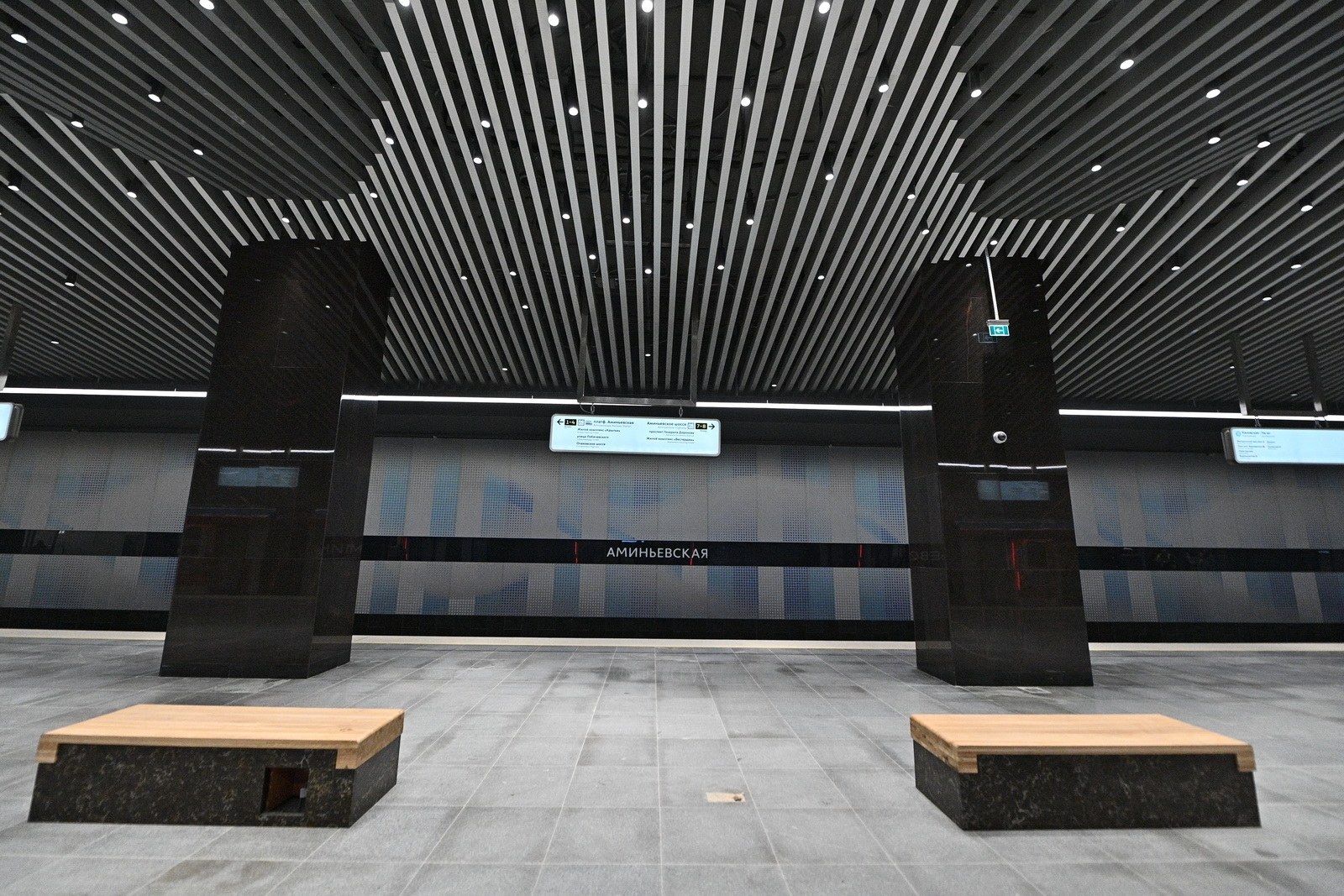
Колонны и скамейки для отдыха, вид сбоку
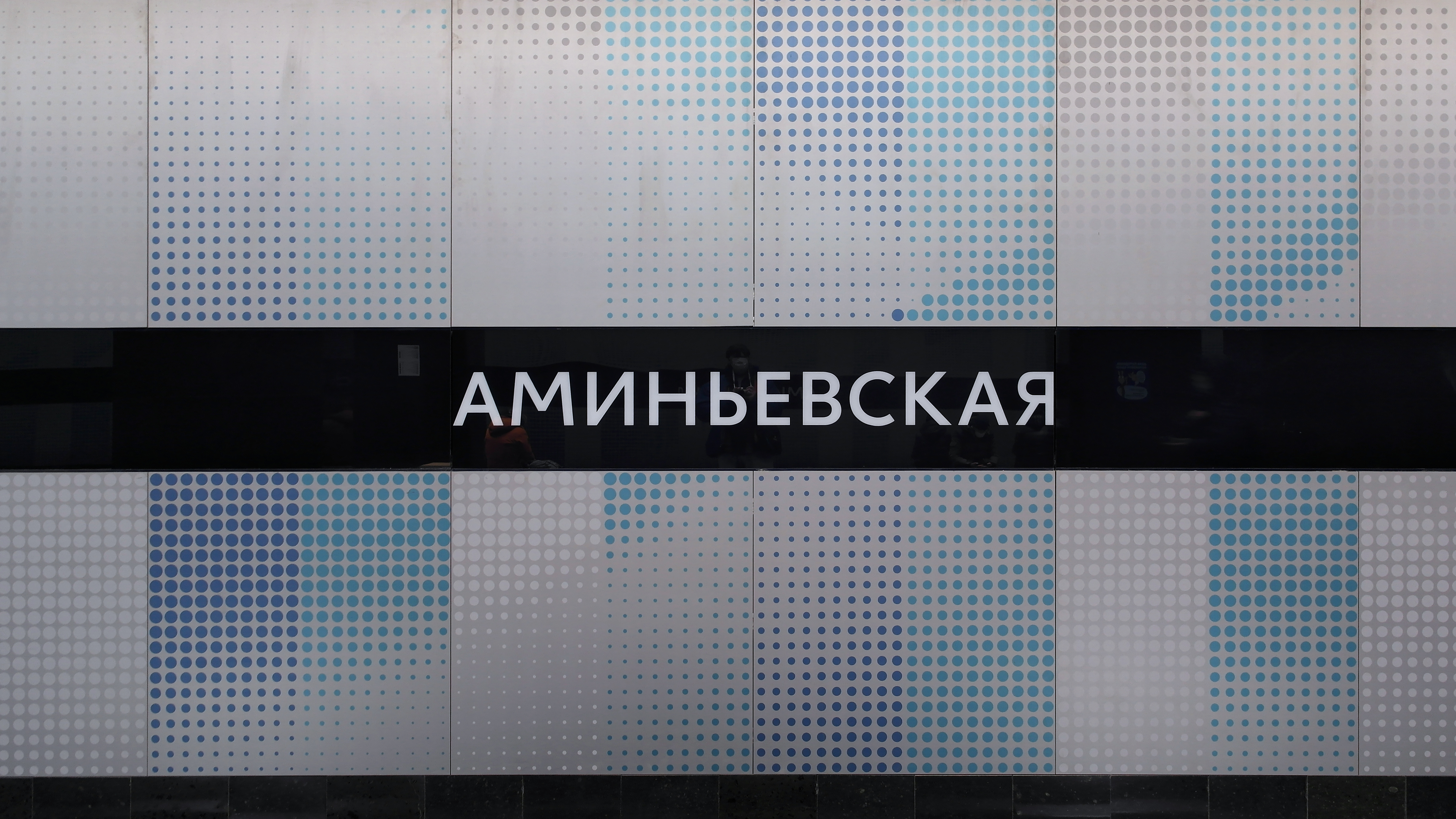
Название станции с шрифтовым написанием студии Артемия Лебедева на путевой стене